# Belonoperca pylei
Belonoperca pylei är en fiskart som beskrevs av Baldwin och Smith, 1998. Belonoperca pylei ingår i släktet Belonoperca och familjen havsabborrfiskar. Inga underarter finns listade.